# Липнягова
Липня́гова (рос. Липнягова) — присілок у складі Каргапольського району Курганської області, Росія. Входить до складу Усть-Міаської сільської ради.
Населення — 38 осіб (2010, 63 у 2002).
Національний склад населення станом на 2002 рік: росіяни — 86 %.